# Очковый чистик
Очковый чистик (лат. Cepphus carbo) — морская птица из семейства чистиковых.

## Описание
Длина тела около 38 см. Ноги красные, клюв чёрный.
Подвиды отсутствуют.

## Распространение
Распространены в северо-восточной части Тихого океана, Охотском море, в районе Курильских островов в России и японского острова Хоккайдо.
Ареал очкового чистика накладывается на ареал близкородственного ему тихоокеанского чистика, но последний проникает гораздо севернее.

## Поведение
Активен утром и днём. Кормятся птицы поблизости от берега, на глубинах не более 15-20 м. Птенцов выкармливают преимущественно рыбой, десятиногими раками, полихетами.